# Léon Raymond
Léon Raymond est un homme politique français né le 18 février 1844 à Eymoutiers (Haute-Vienne) et décédé le 3 avril 1931 à Limoges (Haute-Vienne)
Médecin (psychiatre), il est conseiller général de Limoges quand il est élu sénateur de la Haute-Vienne en 1907. Réélu en 1909, il ne se représente pas en 1920 (pour cause de maladie). Inscrit au groupe de la Gauche démocratique, il n'a qu'une très faible activité parlementaire et ne montre dans l'hémicycle qu'une dizaine de fois dans tout son mandat.

## Sources
- « Léon Raymond », dans le Dictionnaire des parlementaires français (1889-1940), sous la direction de Jean Jolly, PUF, 1960 [détail de l’édition]